# Geschwister-Scholl-Gymnasium Düsseldorf
Das Geschwister-Scholl-Gymnasium in Düsseldorf ist eines von 17 öffentlichen Gymnasien der Landeshauptstadt. Es befindet sich an der Redinghovenstraße in Bilk unweit des Volksgartens, wo sich ebenfalls das Heinrich-Hertz-Berufskolleg und die Studienseminare für Lehrämter an Schulen befinden.

## Zahlen, Daten, Fakten
2009 waren etwa 950 Schüler an dem Gymnasium registriert. Der Lehrkörper bestand im Schuljahr 2009/2010 aus etwa 70 Lehrern.

## Geschichte

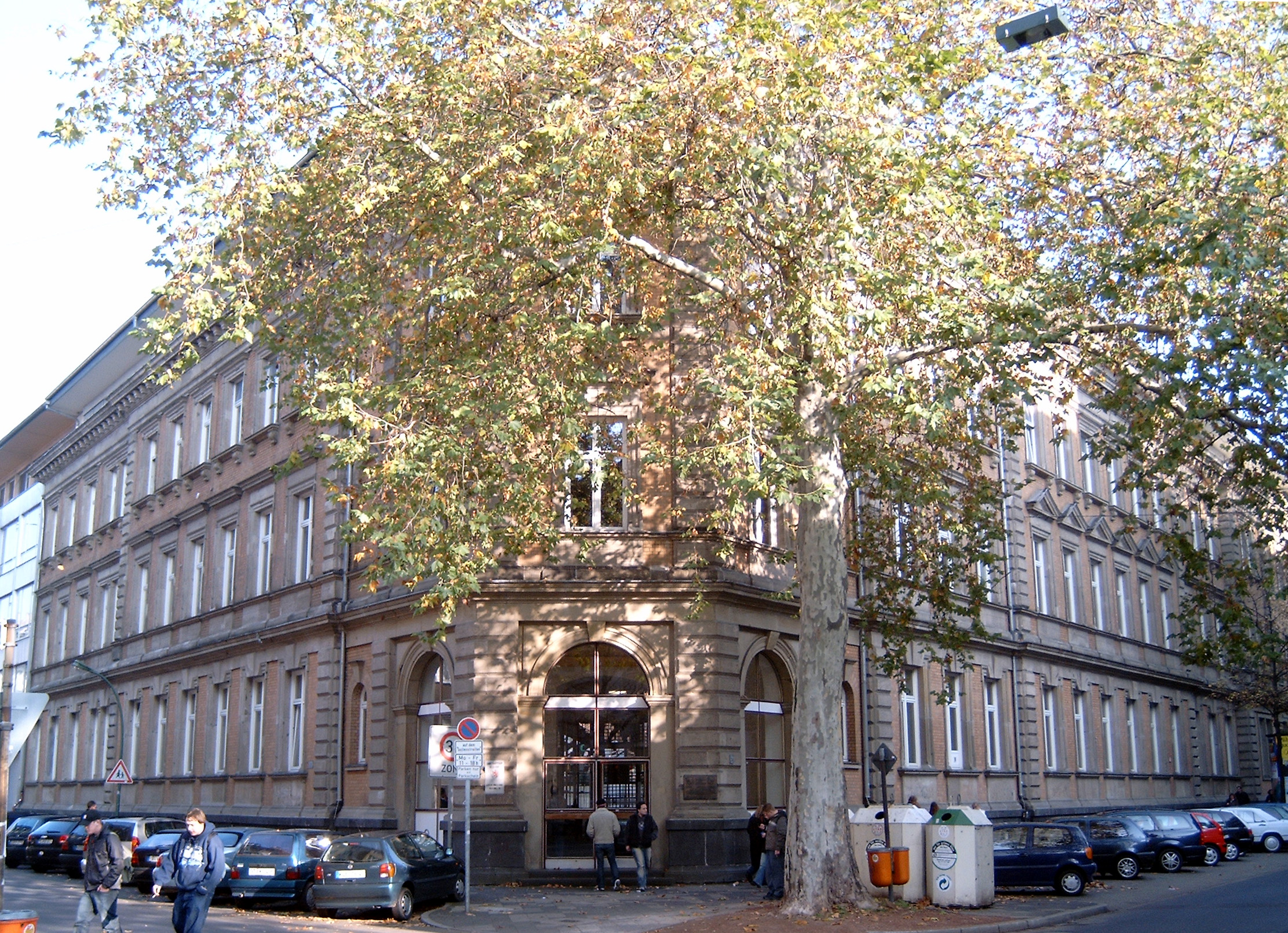
Ehemalige „Oberrealschule am Fürstenwall“; heutige Lore-Lorentz-Schule, Berufskolleg der Stadt Düsseldorf, 2004

1871 stellte die Stadt Düsseldorf einen Antrag an das preußische Kultusministerium, eine zusätzliche Bürgerschule zu errichten, die Schülern den Erwerb der Mittleren Reife ermöglichen sollte. Als Fremdsprache sollte Französisch unterrichtet werden. 1872 nahm diese neue „Höhere Bürgerschule“ in der Düsseldorfer Innenstadt ihren Unterricht auf. Das Kultusministerium hatte zusätzlich den Unterricht in Englisch zur Pflicht gemacht.
Im April 1888 wurde der Neubau des Schulgebäudes (Fürstenwall 100) nach Plänen von Stadtbaumeister Eberhard Westhofen eingeweiht. 1896 wurde die Schule zur „lateinlosen Oberrealschule“ erweitert und 1899 die Oberprima eingeführt. Zwischen 1892 und 1900 besuchten jährlich bis zu 600 Schüler die Schule. Einer dieser Schüler war der spätere Schriftsteller Heinrich Spoerl, der in seinem Roman Die Feuerzangenbowle die Originalität und Kauzigkeit damaliger Lehrer porträtierte. Im Jahr 1900 legten die ersten Schüler an der Schule ihr Abitur ab; einer von ihnen war Hugo Henkel.
1942 wurde das Schulgebäude am Fürstenwall von Bomben getroffen und brannte bis auf die Fassaden aus. 1945 begann der Unterricht an der Ellerstraße zusammen mit dem Lessing-Gymnasium im sogenannten Schichtunterricht. 1946 wurde die Schule nach den Widerstandskämpfern der Weißen Rose Sophie und Hans Scholl in Geschwister-Scholl-Gymnasium umbenannt, um den Schülern und Lehrern Vorbild für politisches Engagement zu sein.
1961 bezog die Schule ihr von Architekt Heinz Kalenborn geplantes und neuerbautes Gebäude an der Redinghovenstraße in direkter Nachbarschaft zum Volksgarten, in dem sie sich bis heute befindet.
2012 hatte der Rapper Casper im Rahmen einer Aktion des Radiosenders 1 Live einen Auftritt auf dem Schulhof.
Im September 2015 wurden bei einem Einbruch in den Musikraum rund 60 Blasinstrumente im Wert von 50.000 Euro gestohlen.
Von 1989 bis 2019 pflegte das Geschwister-Scholl-Gymnasium einen Schüleraustausch mit der Moskauer Schule Nr. 1234, der aufgrund der 2020 ausgebrochenen COVID-19-Pandemie und des 2022 begonnenen Russischen Überfalls auf die Ukraine vorerst ruht.

## Schullandheim Hitzenlinde

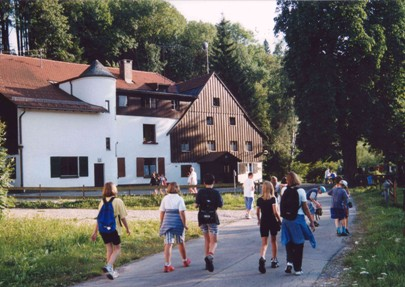
Das Schullandheim Hitzenlinde in der Nähe von Leutkirch.

Seit 1924 gehört dem Förderverein der Schule das Schullandheim Hitzenlinde. Es liegt im Gebiet der Stadt Leutkirch bei Friesenhofen und die Eschach fließt direkt am Haus vorbei. Wegen der intensiven Nutzung und der engen Bindung an die Schulgemeinde wird es auch „das zweite Haus“ genannt. Mindestens viermal nehmen Schüler im Laufe ihrer Schulzeit an Fahrten in das Heim teil.
1939 wurde die intensive Nutzung des Heimes durch die Schule (damals noch Oberrealschule am Fürstenwall) unterbrochen. Erst 1950 kam es wieder in die schulische Verwaltung der jetzt Geschwister-Scholl-Gymnasium genannten Schule zurück. Die Zähigkeit des Heimleiterpaares Jugel (1928–1958) sicherte in diesen schwierigen Jahren den Erhalt des Hauses. Am 14. September 1953 starb der Gründer des Heimes, Ernst Lüdemann, während eines Heimaufenthaltes auf einer Klassenwanderung.

## Prominente ehemalige Schüler
- Hugo Henkel (1881–1952), Chemiker und Industrieller, Erfinder des Waschmittels Persil
- Heinrich Spoerl (1887–1955), Schriftsteller und Autor der Feuerzangenbowle
- Alexander Spoerl (1917–1978), Schriftsteller, Film- und Rundfunkautor
- Eberhard Schöler (* 1940), Tischtennisspieler, mehrfacher Deutscher Meister im Tischtennis
- Henning Scheich (1942–2025), Hirnforscher und Naturkundler
- Wilfried von Bredow (* 1944), Politikwissenschaftler
- Heiner Koch (* 1954), Erzbischof von Berlin, zuvor Bischof von Dresden-Meißen, davor Weihbischof im Erzbistum Köln
- Hans Hoff[6] (* 1955), Journalist und Medienkritiker
- Ulrich Lilie (* 1957), evangelischer Theologe, Präsident der Diakonie Deutschland
- Jürgen Engler (* 1960), Mitbegründer und Sänger der Bands Male und Die Krupps
- Christopher Lietz[7] (* 1961), Schlagzeuger und Sound-Engineer bei der Band Die Krupps
- Bernward Malaka[8] (* 1962), Internetunternehmer sowie Mitbegründer der Bands Male und Die Krupps
- Rüdiger Esch[9] (* 1966), Buch-Autor sowie ehemaliger Bassist der Band Die Krupps.
- Aron Mehzion (* 1970), bildender Künstler und Gründer des Salon des Amateurs
- Sebastian Brück[10] (* 1971), Autor und Journalist
- Kolja Podkowik[11] (* 1986), Frontmann der Rapgruppe Antilopen Gang
- Stefan Schwaab,[12] Mitbegründer der Punk-Band Male